# Grand Prix Skandynawii na żużlu
Grand Prix Skandynawii to zawody żużlowe rozgrywane w Szwecji i należące do turniejów cyklu żużlowego Grand Prix. Po raz pierwszy GP Skandynawii odbyło się w 2002 roku, w którym to zwiększono liczbę zawodów z sześciu do dziesięciu.
Początkowo zawody rozgrywano na stadionie lekkoatletycznym Ullevi w Göteborgu (trzyletni kontrakt). Jednak z uwagi na wydarzenie bez precedensu z 2003, nie przedłużono umowy. W 2003 tor czasowy był przygotowywany przez szwedzką firmę. Tor został przygotowany w fatalnym stanie i po dwóch biegach zawodnicy zagrozili bojkotem rundy - zamiast walczyć ze sobą, walczyli z torem na którym trudno było dojechać do mety, nie mówiąc o wyprzedzaniu rywali. Po raz pierwszy w historii cyklu Grand Prix zawody zostały przełożono o tydzień (z 23 sierpnia na 30 sierpnia 2003). Oburzeni kibice (z innych krajów) z uwagi na koszty dojazdu i noclegu nie przyjechali na powtórkę rundy (w pierwotnym terminie było 26.250 widzów, a tydzień później jedynie 12.130). Tor (w drugim terminie, oraz w 2004 przygotowywała firma Ole Olsena).
W 2005 Grand Prix Skandynawii przeniesiono do Målilla na stadion żużlowy G&B Stadium. W 2006 pierwsze zwycięstwo w zawodach Grand Prix odniósł Andreas Jonsson. Podczas tych samych zawodów oficjalnie z Grand Prix (choć nie wystąpił w zawodach) pożegnał się Tony Rickardsson, 6-krotny mistrz świata. 
Najwięcej, bo pięć razy, Wielką Nagrodę Skandynawii zdobyli Australijczycy (w tym trzy triumfy Leigha Adamsa). Polacy najlepsi byli trzykrotnie (po razie Tomasz Gollob, Rune Holta i Jarosław Hampel).

## Podium
| Sezon | Nr tur.         | Miejsce   | Stadion       |                  |                  |                    |
| 2002  | 1 (49) wyniki   | Göteborg  | Ullevi        | Leigh Adams      | Tony Rickardsson | Lukáš Dryml        |
| 2003  | 2 (58) wyniki   | Göteborg  | Ullevi        | Ryan Sullivan    | Scott Nicholls   | Leigh Adams        |
| 2004  | 3 (67) wyniki   | Göteborg  | Ullevi        | Hans N. Andersen | Jason Crump      | Tony Rickardsson   |
| 2005  | 4 (77) wyniki   | Målilla   | G&B Stadium   | Jason Crump      | Andreas Jonsson  | Tony Rickardsson   |
| 2006  | 5 (86) wyniki   | Målilla   | G&B Stadium   | Andreas Jonsson  | Hans N. Andersen | Leigh Adams        |
| 2007  | 6 (96) wyniki   | Målilla   | G&B Stadium   | Leigh Adams      | Tomasz Gollob    | Jason Crump        |
| 2008  | 7 (107) wyniki  | Målilla   | G&B Stadium   | Leigh Adams      | Hans N. Andersen | Nicki Pedersen     |
| 2009  | 8 (118) wyniki  | Målilla   | G&B Stadium   | Tomasz Gollob    | Jason Crump      | Hans N. Andersen   |
| 2010  | 9 (129) wyniki  | Målilla   | G&B Stadium   | Rune Holta       | Jason Crump      | Tomasz Gollob      |
| 2011  | 10 (140) wyniki | Målilla   | G&B Stadium   | Jarosław Hampel  | Andreas Jonsson  | Kenneth Bjerre     |
| 2012  | 11 (154) wyniki | Målilla   | G&B Stadium   | Tomasz Gollob    | Chris Holder     | Antonio Lindbäck   |
| 2013  | 12 (167) wyniki | Sztokholm | Friends Arena | Niels K. Iversen | Matej Žagar      | Jarosław Hampel    |
| 2014  | 13 (179) wyniki | Sztokholm | Friends Arena | Jarosław Hampel  | Greg Hancock     | Krzysztof Kasprzak |
| 2018  | 14 (221) wyniki | Målilla   | G&B Arena     | Nicki Pedersen   | Matej Žagar      | Fredrik Lindgren   |
| 2019  | 15 (231) wyniki | Målilla   | G&B Arena     | Fredrik Lindgren | Leon Madsen      | Maciej Janowski    |

- Zwycięzcy

3x - Leigh Adams

2x - Tomasz Gollob, Jarosław Hampel

1x - Hans N. Andersen, Jason Crump, Rune Holta, Andreas Jonsson, Ryan Sullivan, Niels Kristian Iversen, Nicki Pedersen, Fredrik Lindgren
- Finaliści

8x - Jason Crump

6x - Leigh Adams

5x - Hans N. Andersen

4x - Tomasz Gollob, Greg Hancock
3x - Andreas Jonsson, Tony Rickardsson, Jarosław Hampel 

2x - Kenneth Bjerre, Chris Holder, Nicki Pedersen, Matej Žagar, Fredrik Lindgren 

1x - Lukáš Dryml, Rune Holta, Antonio Lindbäck, Fredrik Lindgren, Scott Nicholls, Emil Sajfutdinow, Ryan Sullivan, Krzysztof Kasprzak, Niels Kristian Iversen, Martin Vaculík, Leon Madsen, Maciej Janowski